# Dia do Palhaço

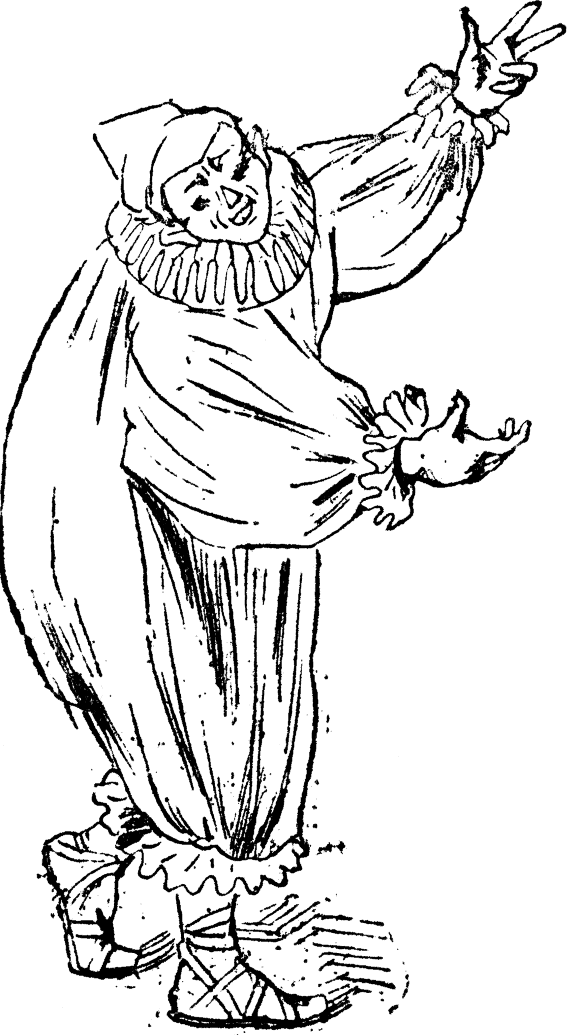
Palhaço

Dia dos Palhaços é uma comemoração que ocorre no dia 10 de dezembro.
Começou a ser festejado em 1981 no Brasil pela Abracadabra Eventos em São Paulo, passando, ao decorrer dos anos, a ser comemorado em outras capitais brasileiras.
Em 21 de Dezembro de 2017 foi sancionada a Lei 13.561, tornando oficial a data em todo o território brasileiro.